# 亞加納高地
亞加納高地（英語：Agana Heights）是美國領土關島的十九個村莊之一。它位於亞加納南部的山丘上，地處關島的中部。

## 教育
該村莊居民的教育由關島教育部門提供服務，另有亞加納高地小學。皮蒂的何塞里奧斯中學為圖圖揚大道以南的亞加納高地部分地區提供服務。曼吉勞的喬治華盛頓高中為該村莊提供服務。
關島復臨安息日會學院一直位於該村莊，直到1963年遷入目前的約納校區。

## 人口
根據2020年美國人口普查的數據顯示，亞加納高地的居民有3637人。